# Trans-Texas Corridor

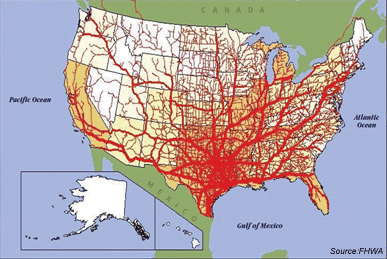
Karte der Vereinigten Staaten mit Verkehrsanbindungen

Der Trans-Texas Corridor war eine geplante Verkehrsverbindung zwischen Mexiko und Kanada (quer durch die USA). Dieser sogenannte Super Highway wurde als Anfang eines geplanten Autobahn-Netzwerks innerhalb der nordamerikanischen Staaten USA, Kanada und Mexiko gebaut.
Des Weiteren wird der Begriff mit dem geplanten Teil des Autobahnnetzwerks NASCO trade and transportation corridor assoziiert.
Das Projekt wurde nicht verwirklicht.

## Finanzierung
Die Finanzierung für den Bau der Straßen und der Wege wurde zusammen mit privaten Investoren aufgestellt. Die Schnellstraßen sollten nach der Fertigstellung als Zusatz eine Maut erbringen.